# Китайская нумерология

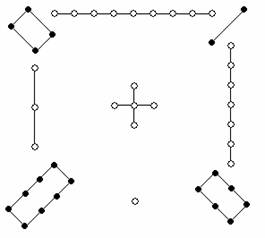
Магический квадрат «Лошу», который Юй Великий узрел на панцире черепахи, явившейся ему из вод реки Ло

Китайская нумерология (Учение о символах и числах; 象数之学) — в древнем Китае универсальная теоретическая система, представленная символами и числами, широко использовавшаяся в философии, астрономии, гадательных практиках, теории музыки.
Основой китайской нумерологии являются четыре группы объектов:
- символы — триграммы, гексаграммы, инь и ян, у син, тайцзи.
- иероглифы десятичной группы: 1 — 一; 2 — 二; 3 — 三; 4 — 四; 5 — 五; 6 — 六; 7 — 七; 8 — 八; 9 — 九; 10 — 十。
- иероглифы двенадцатизначной группы — земные ветви: 子、丑、寅、卯、辰、巳、午、未、申、酉、戌、亥。
- иероглифы десятизначной группы — небесные стволы: 甲、乙、丙、丁、戊、己、庚、辛、壬、癸。

В свою очередь земные ветви и небесные стволы могут образовывать 60 пар циклических знаков, а числительные классифицироваться по признаку инь-ян: нечетные числа — мужские, янские; четные числа — женские, иньские.
Основы китайской нумерологии были изложены в древних трудах «Цзо чжуань», «Го юй», «Хун фань», «Си цы чжуань».